# 足売りばあさん
足売りばあさん（あしうりばあさん）は学校の怪談、都市伝説の一種。足売りババアともいう。

## 概要
大きな風呂敷包みを背負い、下校路などに出現する。通りかかる者に「足いらんかえ？」と尋ね、「いいえ」と答えれば、怪力で足をもぎ取られ、「はい」と答えれば、余分な足を1本付けられる、というもの。
「はい」「いいえ」どちらの返答でも不幸な結末を迎えることになり、唯一助かる方法は「私はいらないので、○○のところへ行ってください」と答えることだという。荷車を引きながら、学校の4階のトイレなどに出現するという説もある。